# Pristimantis calcaratus
Pristimantis calcaratus é uma espécie de anfíbio  da família Craugastoridae.
É endémica da Colômbia.
Os seus habitats naturais são: regiões subtropicais ou tropicais húmidas de alta altitude.
Está ameaçada por perda de habitat.